# Patinella aztiensis
Patinella aztiensis är en mossdjursart som först beskrevs av Alvarez 1995.  Patinella aztiensis ingår i släktet Patinella och familjen Lichenoporidae. Inga underarter finns listade i Catalogue of Life.